# Ара-Булак (Ошская область)
Ара-Булак (кирг. Ара-Булак) — село в Кара-Кульджинском районе Ошской области Кыргызстана. Входит в состав Алайкууского айылного аймака.

## География
Село расположено в северо-восточной части области, в высокогорной зоне, на правом берегу реки Алайку, на расстоянии приблизительно 76 километров (по прямой) к юго-востоку от села Кара-Кульджа, административного центра района. Абсолютная высота — 2534 метра над уровнем моря.

## История
Населённый пункт получил статус села 2 августа 2019 года.

## Население
Согласно оценочным данным Национального статистического комитета Кыргызской Республики, численность населения села на начало 2023 года составляла 115 человек.
| год     | 2020 | 2021 | 2023 |
| ------- | ---- | ---- | ---- |
| человек | 103  | 107  | 115  |